# Danilo Lompar
Danilo P. Lompar je rođen 2. januara 1978. godine na Cetinju.
Objavljivao je poeziju u mnogim časopisima, a najznačajniji su: Ars časopis za književnost, kulturu i društvena pitanja (Crna Gora) i «Sveske» (Srbija). Predstavljen je sa svojom biografijom, pjesmama i recenzijama kritičara na internet sajtovima Ars Poetica  i Diogen Pro Kultura Magazin  (i na engleskom jeziku) kao i u Diogenovom časopisu Godišnjaku. Zastupljen je u izboru savremene poezije u Crnoj Gori (»Fluid» Juventas – Plima 2006) sa još devet mladih pjesnika i izboru savremene poezije devedesetih – Biblion, CDNK, Podgorica 2006.
Objavljen mu je i CD poezije „Dok sanjah o tebi Ana Marija“ Montenegrin Universal Theatre – Podgorica 2007. godine (četrnaest pjesama od kojih je većina prevedena u slovenačkom časopisu „Dialogi“) izabrane iz gotovo svih njegovih knjiga, u interpretaciji poznatog crnogorskog glumca Slobodana Marunovića i muzičke pratnje poznatih crnogorskih muzičara (profesora gitare) Srđana Bulatovića i Darka Nikčevića.
Učesnik je značajnih festivala poezije. Zastupljen je u knjizi na engleskom jeziku sa učesnicima iz devetnaest zemalja Internacionalnog festivala poezije u Sarajevu u izdanju Diogen pro kultura magazina i Sarajevske zime 2012.
Živi u Podgorici. Član je Crnogorskog P.E.N. Centra, Crnogorskog društva nezavisnih književnika i Mediteranskog kulturnog centra Crne Gore.

## Djela
Knjige poezije
- Dukljanski dvori i anđeosko lice bogova, Dignitas, Cetinje 1997;
- Mistična tišina bitisanja, Dignitas, Cetinje 1998;
- Tragovi ruža, Crnogorsko društvo nezavisnih književnika, Podgorica 1999:
- Svjedočenje noći, Dignitas, Cetinje 2000;
- Dodir bezmjerja, Crnogorsko društvo nezavisnih književnika, Podgorica 2001;
- Umaknuti bezdanu, (Izbor) DUKS, Podgorica 2003;
- Biblijska tuga, Crnogorsko društvo nezavisnih književnika, Podgorica 2004;
- Tako su mislili pjesnici, samostalno izdanje autora, Cetinje – Obod 2006; Drugo izdanje 2008.
- Neizlječivost sanjara samostalno izdanje autora, Cetinje – Obod 2008;
- Rekvijem za trag Dignitas, Cetinje 2009;
- Pjesme bunta samostalno izdanje autora, Cetinje 2009;
- Rituali ljubavi Dignitas, Cetinje 2011;
- Pobuna pjesmom – zaziv bistre duše Drugo (popravljeno i dopunjeno sa 16 pjesama) izdanje knjige Pjesme bunta Cetinje 2011;
- Plavo bezmjerje pobune (popravljeno i dopunjeno sa 13 pjesama) izdanje knjige Pobuna pjesmom – zaziv bistre duše;
- Lavirinti vremena i biblioteke Cetinje 2012;
- Sumnjajući (s)tvoriše ljepotu, Cetinje 2015;
- Proviđenja, Cetinje 2015;
- Obasjani put, Cetinje 2016
- Vanvremeni sjaj Samostalno izdanje autora, Cetinje 2018
- Poezija te ne dâ Samostalno izdanje autora, Cetinje 2018

## Spoljašnje veze
- Informacija o poetskom maratonu iz dnevnog lista Pobjeda
- Dio recenzije o poeziji Danila Lompara iz dnevnog lista Pobjeda